# O. W. Fischer
Otto Wilhelm Fischer (1. dubna 1915, Klosterneuburg – 29. ledna 2004, Lugano) byl rakouský herec. V 50. letech 20. století patřil k nejlépe honorovaným hercům německojazyčného filmu.

## Život
Vystudoval na Vídeňské univerzitě. Začínal v semináři slavného režiséra Maxe Reinhardta, poté hrál ve vídeňském Volkstheateru (1938-1944) a následně Burgtheateru (1945-1952). Za druhé světové války hrál i pod vedením českých režisérů Vladimíra Slavínského a Miroslava Cikána po boku českých herců (Sedm záhadných dopisů, Hudbou za štěstím), stejně tak v té době točil v německé produkci na Barrandově (např. Zářící stíny). V Praze si roku 1942 našel i manželku, pražskou Němku Annu Usellovou. V 50. a 60. letech se stal hvězdou rakouské kinematografie, divácký ohlas měly zvláště romantické snímky, v nichž tvořil často dvojici s neméně populární Marií Schellovou. K nejoceňovanějším filmům patří Ich suche dich z roku 1957, francouzské životopisné drama Napoléon z roku 1955, kde pod vedením Sachy Guitryho ztvárnil kancléře Metternicha, kriminálka Das Geheimnis der schwarzen Witwe (1963), nebo Chaloupka strýčka Toma (1965). Sehrál též titulní role ve filmech o Ludvíku II. a okultistovi Hanussenovi. V 70. letech točil již jen v televizi a věnoval se psaní knih o filozofii a lingvistice.

## Vyznamenání
- Čestný kříž Za vědu a umění I. třídy (1960, Rakousko)[3]
- velká čestná dekorace ve stříbře Čestného odznaku Za zásluhy o Rakouskou republiku (1995, Rakousko)[4]
- velká čestná dekorace ve zlatě Čestného odznaku Za zásluhy o Rakouskou republiku (1996, Rakousko)[5]
- velký záslužný kříž Záslužného řádu Spolkové republiky Německo